# Kimmer Coppejans
Kimmer Coppejans (* 7. Februar 1994 in Oostende) ist ein belgischer Tennisspieler.

## Karriere
Kimmer Coppejans feierte in seiner Juniorenkarriere den größten Erfolg mit dem Gewinn der French Open 2012. Im Endspiel bezwang er Filip Peliwo mit 6:1 und 6:4. Im Anschluss an das Turnier führte er die Junioren-Weltrangliste an.
Er spielt hauptsächlich auf der ATP Challenger Tour und der ITF Future Tour. Er feierte bislang zehn Einzel- und einen Doppeltitel auf der Future Tour. Auf der Challenger Tour gewann er sein erstes Turnier in Meknès und danach noch fünf weitere Challenger-Turniere.
In der Tennis-Bundesliga spielte er 2013 und 2014 in der 2. Bundesliga für TK Blau-Weiss Aachen. Zur Saison 2015 wechselte er in die 1. Bundesliga zum KTHC Stadion Rot-Weiss Köln.

## Erfolge
| Legende (Anzahl der Siege)  |
| Grand Slam                  |
| ATP World Tour Finals       |
| ATP World Tour Masters 1000 |
| ATP World Tour 500          |
| ATP World Tour 250          |
| ATP Challenger Tour (6)     |

### Einzel

#### Turniersiege

##### ATP Challenger Tour
| Nr. | Datum              | Turnier   | Belag     | Finalgegner     | Ergebnis       |
| --- | ------------------ | --------- | --------- | --------------- | -------------- |
| 1.  | 20. September 2014 | Meknès    | Sand      | Lucas Pouille   | 4:6, 6:2, 6:2  |
| 2.  | 15. März 2015      | Guangzhou | Hartplatz | Roberto Marcora | 7:66, 5:7, 6:1 |
| 3.  | 19. April 2015     | Mersin    | Sand      | Marsel İlhan    | 6:2, 6:2       |
| 4.  | 24. Juli 2016      | Tampere   | Sand      | Aslan Karazew   | 6:4, 3:6, 7:5  |
| 5.  | 8. September 2018  | Sevilla   | Sand      | Alex Molčan     | 7:62, 6:2      |
| 6.  | 4. September 2022  | Toulouse  | Sand      | Maxime Janvier  | 6:78, 6:4, 6:3 |